# Russell Hopton
Russell Hopton (né le 18 février 1900 à New York et mort le 7 février 1945 à Los Angeles, quartier de North Hollywood, en Californie) est un acteur américain.

## Filmographie partielle
- 1926 : Si tu vois ma nièce (Ella Cinders) de Alfred E. Green
- 1930 : Min and Bill de George W. Hill
- 1931 : Scène de la rue (Street Scene) de King Vidor
- 1931 : La Femme aux miracles (The Miracle Woman) de Frank Capra
- 1931 : The Star Witness de William A. Wellman
- 1931 : Arrowsmith de John Ford
- 1932 : Tête brûlée (Airmail) de John Ford
- 1932 : The Drifter de William A. O'Connor
- 1932 : The Famous Ferguson Case de Lloyd Bacon
- 1932 : Cabaret de nuit (Night World) de Hobart Henley
- 1932 : Tom Brown of Culver de William Wyler
- 1933 : Je ne suis pas un ange (I'm No Angel) de Wesley Ruggles
- 1933 : Destination inconnue (Destination Unknown) de Tay Garnett
- 1934 : Born to Be Bad de Lowell Sherman
- 1934 : C'était son homme (He Was her Man) de Lloyd Bacon
- 1934 : A Successful Failure d'Arthur Lubin
- 1934 : Les Hommes en blanc (Men in White) de Richard Boleslawski
- 1935 : L'Infernale Poursuite (Car 99) de Charles Barton
- 1935 : Les Hors-la-loi (’G’ Men) de William Keighley
- 1935 : Les Ailes dans l'ombre (Wings in the Dark) de James Flood
- 1935 : L'Étoile de minuit (Star of Midnight) de Stephen Roberts
- 1935 : Northern Frontier de Sam Newfield
- 1937 : Angel's Holiday de James Tinling
- 1937 : One Mile from Heaven d'Allan Dwan
- 1937 : La Furie de l'or noir (High, Wide, and Handsome) de Rouben Mamoulian
- 1945 : Johnny Angel d'Edwin L. Marin